# Henri La Barthe
Pour les articles homonymes, voir Barthe et HLB.
Henri Labarthe dit Henri La Barthe, né le 24 août 1887 dans le 13e arrondissement de Paris, ville où il est mort le 15 mai 1963 dans le 18e arrondissement, est un journaliste, détective, et auteur français de nouvelles, de pièces de théâtre, de radio et de romans noirs des années 1930.
Il écrivit sous différents pseudonymes : Ashelbé, Roger d'Ashelbé, Détective Ashelbé, variations autour de la prononciation de ses initiales (HLB). Il est le grand-père du chanteur écrivain Thierry Tuborg.

## Biographie
Ancien journaliste de profession et détective, Henri La Barthe décide de créer le journal Détective pour promouvoir son agence à la fin des années 1920. Il revend ce titre en 1928 à Gallimard pour se consacrer à l'écriture de romans policiers. Ses deux premiers romans paraissent en 1930 sous le pseudonyme de Roger d'Ashelbé, puis en 1931 sous celui de Détective Ashelbé. Il faut attendre la réédition de Pépé le Moko en 1937 à la suite de la sortie du film pour que l'auteur connaisse enfin le succès. Ce roman ne sera réédité qu'en 2021 aux éditions Relatives.
Aujourd'hui on le connaît surtout par les adaptations cinématographiques qui ont été faites, avec sa participation, de ses romans : Pépé le Moko de Julien Duvivier et Dédée d'Anvers d'Yves Allégret.
Henri La Barthe a disparu à la fin de la guerre : sa femme et ses enfants n’ont jamais su ce qu’il était devenu. Comme l’écrit Dominique Kalifa, « Certains parlent de collaboration, d’autres d’un exil américain pour tenter sa chance à Hollywood. [...] La date même de sa mort, 15 mai 1963, (à 75 ans) est incertaine. ».

## Œuvres

### Romans policiers
- Les Curieuses Enquêtes de M. Petitvillain, détective (1930)
- Pépé le Moko (1931), rééd. Tallandier, réédité en 2021 aux Editions Relatives avec une préface de son petit-fils Thierry Tuborg
- Le Club des aristocrates (1937)
- Dédée d'Anvers (1939), éditions Star
- Pépé le Moko se venge (1939)

### Scénarios de cinéma
- Le Quai des brumes, de Marcel Carné, coadaptateur (1938)[6]
- Ne tuez pas Dolly de Jean Delannoy (1937)
- Pépé le Moko, de Julien Duvivier, coscénariste (1937)[7]
- Police mondaine de Michel Bernheim et Christian Chamborant (1937)
- Le Bienfaiteur de Henri Decoin (1942)
- Dédée d'Anvers, d'Yves Allégret (1948)[8].